# Fläckkolibri
Fläckkolibri (Adelomyia melanogenys) är en sydamerikansk fågel i familjen kolibrier.

## Utseende och läte
Fläckkolibrin är en liten brunaktig kolibri med tydlig svart kind och ett ljusbeige ögonbrynsstreck. Strupen är fläckad i varierande grad. Ryggen är grön och stjärten mörk med beigefärgade hörn. Ansiktsteckningen påminner om eremiter i Phaethornis, men kombinationen av litet utseende, rak mörk näbb och tvärt avskuren stjärt är unik.

## Utbredning och systematik
Arten är det enda i släktet Adelomyia. Den förekommer i Sydamerika och delas in i åtta underarter med följande utbredning:
- melanogenys-gruppen
  - Adelomyia melanogenys cervina – västra och centrala Anderna i Colombia
  - Adelomyia melanogenys sabinae – östra Andernas västsluttning i Colombia (Santander och Boyacá)
  - Adelomyia melanogenys melanogenys – Anderna i Venezuela och Andernas östsluttning från Colombia till norra Peru
  - Adelomyia melanogenys connectens – södra Colombia (övre Magdalenadalen i Huila)
  - Adelomyia melanogenys debellardiana – bergsområde Serranía de Perijá på gränsen mellan Colombia och Venezuela
  - Adelomyia melanogenys aeneosticta– bergsområden i centrala och norra Venezuela
  - Adelomyia melanogenys chlorospila – Anderna i sydöstra Peru (Amazonas till Cuzco)
- Adelomyia melanogenys maculata – Andernas västsluttning i sydvästra Colombia, Ecuador och norra Peru
- Adelomyia melanogenys inornata – Anderna i sydöstra Peru (Puno), Bolivia och nordvästra Argentina (Jujuy och Salta)

Underarten inornata inkluderas ibland i chlorospila.

## Levnadssätt
Fläckkolibrin förekommer på 1000 till 3000 meters höjd i skog eller skogsbryn. Där födosäker den lågt. Den kan också besöka fågelmatningar.

## Status och hot
Arten har ett stort utbredningsområde, men tros minska i antal, dock inte tillräckligt kraftigt för att den ska betraktas som hotad. Internationella naturvårdsunionen IUCN listar arten som livskraftig (LC).

## Bilder

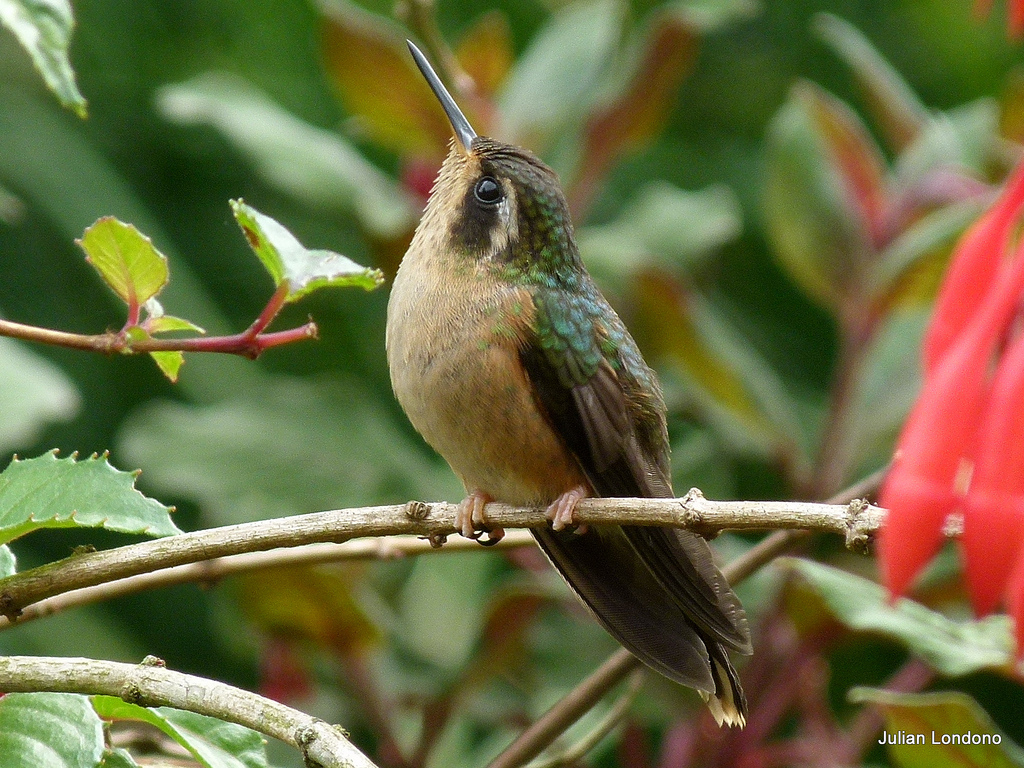
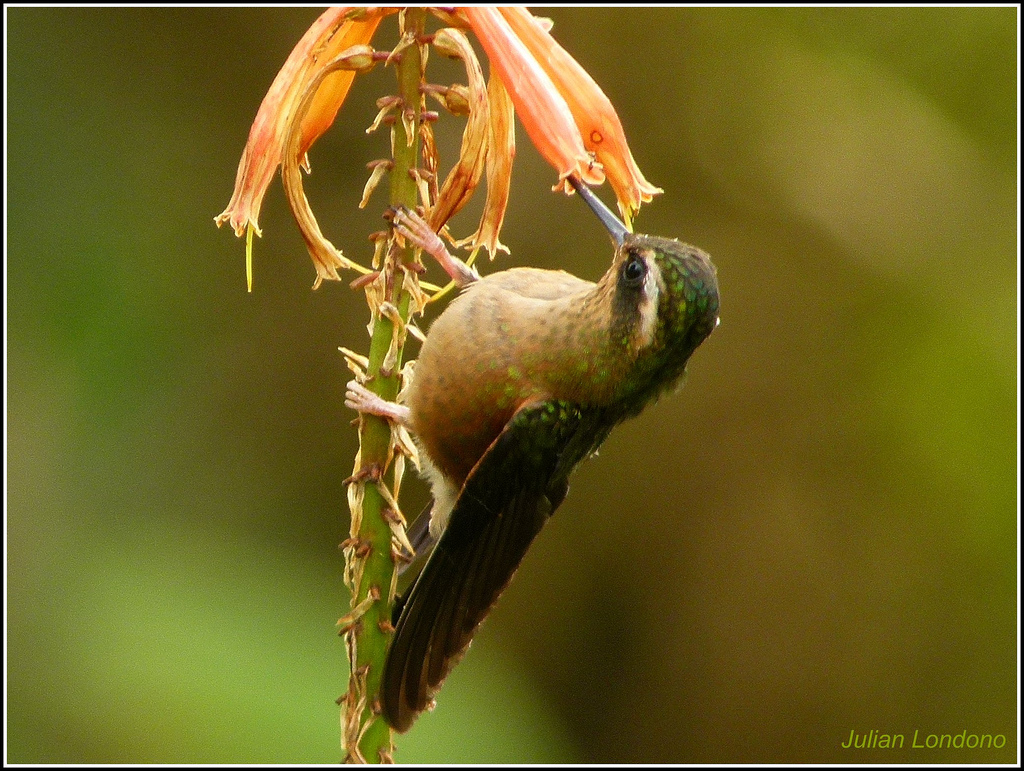
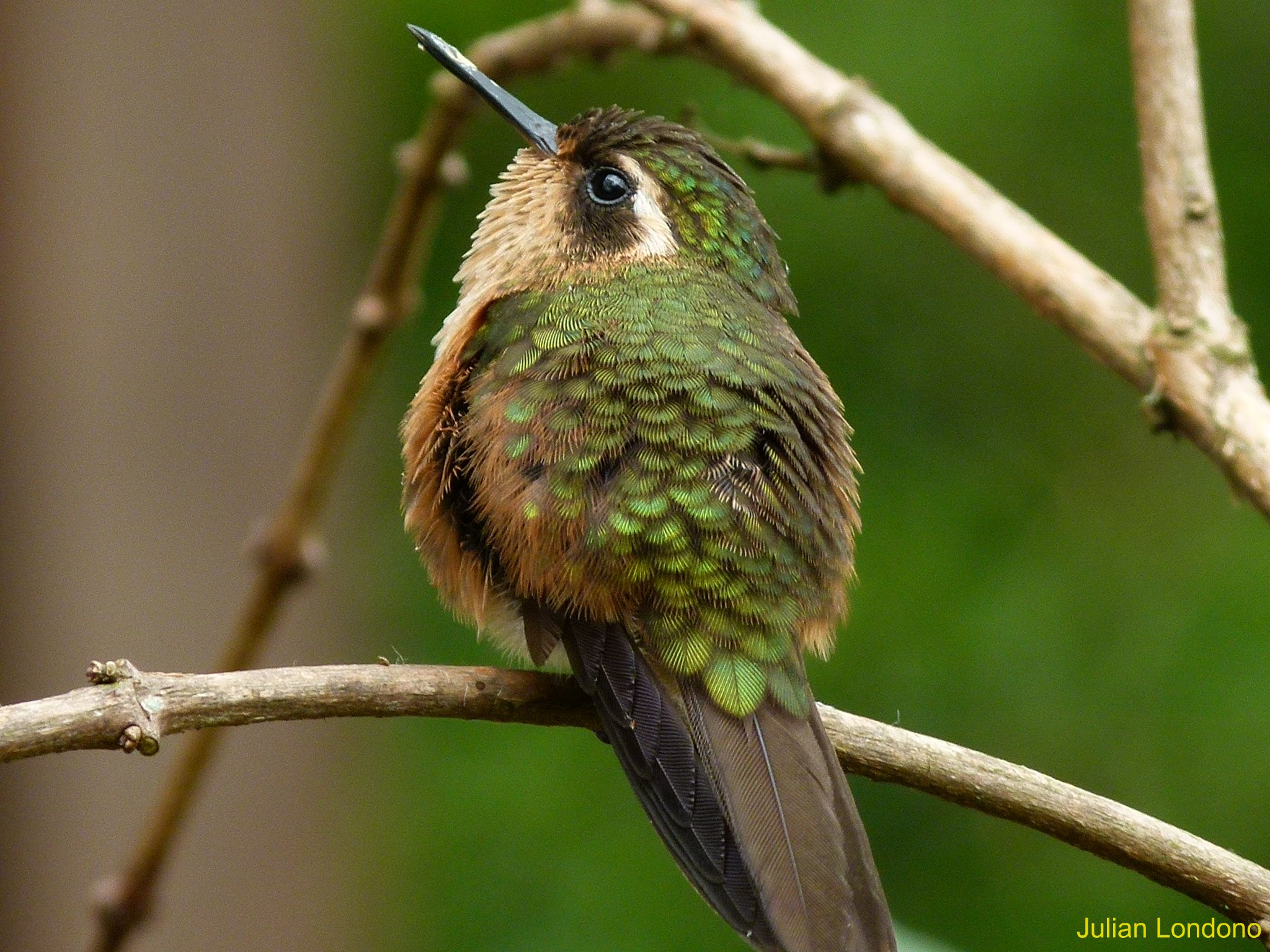